# Isaiah der Serbe
Isaiah der Serbe (serbisch Исаија Србин Isaija Srbin) war ein Mönch, der im 15. Jahrhundert im serbisch-orthodoxen Kloster Matejče lebte, das etwa 15 km von Kumanovo entfernt im heutigen Mazedonien liegt. Als Schriftgelehrter komponierte er byzantinische Kirchenlieder in der kirchenslawisch-altserbischen und griechischen Sprache. Einige Werke waren auch bilingual. Sein Talent recht gut mit den unterschiedlichen Sprachen umzugehen förderte seine Karriere als Komponist innerhalb der serbisch-orthodoxen Kirche. Er verstand es zudem eigene Variationen und Elemente in seinen Kompositionen unterzubringen ohne vom vorgegebenen streng traditionellen Prinzip des byzantinischen Komponierens von Kirchenliedern abzuweichen.

## Werke
Zu seinen Werken zählen u. a. Hodite svi zemljorodni, Alliluja, Vaskliknete bogovi, Krstu tvoemu, Sveti Boze.